# الدمنة (القفر)

تعديل مصدري - تعديل

الدمنة هي إحدى قرى عزلة بني مهدى بمديرية القفر التابعة لمحافظة إب، بلغ تعداد سكانها 36 نسمة حسب تعداد اليمن لعام 2004.